# Фумалоро
Фумалоро је насеље у Италији у округу Агриђенто, региону Сицилија.
Према процени из 2011. у насељу је живело 73 становника. Насеље се налази на надморској висини од 42 м.